# LSM7
LSM7‏ (LSM7 homolog, U6 small nuclear RNA and mRNA degradation associated) هوَ بروتين يُشَفر بواسطة جين LSM7 في الإنسان.

## الوظيفة
تم تحديد بروتينات شبيهة بـ Sm في مجموعة متنوعة من الكائنات الحية بناءً على تشابه تسلسلها مع عائلة بروتينات Sm. تحتوي البروتينات الشبيهة بـ Sm على نمط تسلسل Sm، الذي يتكون من منطقتين يفصل بينهما رابط بطول متغير ينثني على شكل حلقة. يُعتقد أن البروتينات الشبيهة بـ Sm تُشكل هيتروميرًا مستقرًا موجودًا في جزيئات البروتين الريبوزي النووي الصغير الثلاثي، وهي مهمة لربط ما قبل الحمض النووي الريبوزي الرسول.

## التفاعل
لقد ثبت أن LSM7 يتفاعل مع TACC1 و LSM2.